# امیلی تارور
امیلی تارور (انگلیسی: Emily Tarver؛ زادهٔ ۸ ژوئن ۱۹۸۲) هنرپیشه، کمدین، موسیقی‌دان اهل ایالات متحده آمریکا است.
از فیلم‌ها یا برنامه‌های تلویزیونی که وی در آن نقش داشته‌است می‌توان به خواهران و نارنجی مد جدید است اشاره کرد.